# Comuna Perișoru, Călărași
Perișoru este o comună în județul Călărași, Muntenia, România, formată din satele Mărculești-Gară, Perișoru (reședința) și Tudor Vladimirescu.

## Așezare
Comuna se află în nord-estul județului, la limita cu județul Ialomița. Este traversată de autostrada București–Constanța, care însă nu o deservește prin nicio ieșire, cea mai apropiată fiind cea de la Drajna Nouă, precum și de șoseaua națională DN3A, care leagă Lehliu Gară de Fetești și de calea ferată București-Constanța, având gara Perișoru.

## Demografie
Componența etnică a comunei Perișoru
     Români (88,35%)
     Alte etnii (0,04%)
     Necunoscută (11,6%)
Componența confesională a comunei Perișoru
     Ortodocși (86,65%)
     Alte religii (1,23%)
     Necunoscută (12,11%)
Conform recensământului efectuat în 2021, populația comunei Perișoru se ridică la 4.705 locuitori, în scădere față de recensământul anterior din 2011, când fuseseră înregistrați 5.114 locuitori. Majoritatea locuitorilor sunt români (88,35%), iar pentru 11,6% nu se cunoaște apartenența etnică. Din punct de vedere confesional, majoritatea locuitorilor sunt ortodocși (86,65%), iar pentru 12,11% nu se cunoaște apartenența confesională.

## Politică și administrație
Comuna Perișoru este administrată de un primar și un consiliu local compus din 13 consilieri. Primarul, Ionel-Cătălin Bucur[*], de la Partidul Social Democrat, este în funcție din 2016. Începând cu alegerile locale din 2024, consiliul local are următoarea componență pe partide politice:
|  | Partid                          | Consilieri | Componența Consiliului | Componența Consiliului | Componența Consiliului | Componența Consiliului | Componența Consiliului | Componența Consiliului | Componența Consiliului |
|  | ------------------------------- | ---------- | ---------------------- | ---------------------- | ---------------------- | ---------------------- | ---------------------- | ---------------------- | ---------------------- |
|  | Partidul Social Democrat        | 7          |                        |                        |                        |                        |                        |                        |                        |
|  | Alianța pentru Unirea Românilor | 3          |                        |                        |                        |                        |                        |                        |                        |
|  | Partidul Național Liberal       | 3          |                        |                        |                        |                        |                        |                        |                        |

## Istorie
La sfârșitul secolului al XIX-lea, pe teritoriul actual al comunei exista doar comuna Mărculești, în plasa Ialomița-Balta a județului Ialomița. Ea era formată din satele Mărculești și Morile și din cătunele Tutungiu, Cialâc, Scorduf și Movila Popii. În 1931, apare comuna Perișoru, formată din satele Perișoru și Cocargeaua Nouă. În 1950, a trecut în administrația raionului Fetești din regiunea Ialomița, apoi (după 1952) din regiunea Constanța și (după 1956) din regiunea București.
În forma actuală, comuna a trecut la județul Ialomița (reînființat) în 1968. În 1981, o reorganizare administrativă regională a dus la transferarea comunei înapoi la județul Ialomița. În 1981, o reorganizare administrativă regională a dus la transferarea comunei la județul Călărași.

## Monumente istorice
Singurul obiectiv din comuna Perișoru inclus în lista monumentelor istorice din județul Călărași ca monument de interes local este conacul Pribegeanu, aflat la 4 km vest de satul Mărculești-Gară, la nord de DN3B, lângă siloz. Conacul este clasificat ca monument de arhitectură și datează din 1902.